# Альбано-Верчеллезе
Альбано-Верчеллезе (итал. Albano Vercellese) — коммуна в Италии, располагается в регионе Пьемонт, в провинции Верчелли.
Население составляет 339 человек (2008 г.), плотность населения составляет 26 чел./км². Занимает площадь 13 км². Почтовый индекс — 13030. Телефонный код — 0161.
В коммуне 15 августа особо празднуется Успение Пресвятой Богородицы.

## Демография
Динамика населения:

## Администрация коммуны
- Официальный сайт: